# إريك ستال
إريك كريغ ستال ( 29 أكتوبر 1984 م ) هو لاعب هوكي جليد كندي محترف يلعب في مركز الوسط وهو لاعب حر غير مقيد. لعب مؤخرًا في فلوريدا بانثرز في الدوري الوطني للهوكي في كندا

## النشأة
ولد ستال في مدينة ثندر باي في مقاطعة أونتاريو، كندا، وكان لاعبًا نشطًا في مرحلة الشباب، حيث برز في فريق منظمة ثندر باي كينغز وساهم في فوز فريقه ببطولة أونتاريو في موسم 1999-2000.

## مسيرته الاحترافية
انضم إلى فريق كارولاينا هريكينز في الدوري الوطني الكندي للهوكي لعام 2003، وكان لاعبًا محوريًا في فريقه، حيث قادهم إلى الفوز بكأس ستانلي في عام 2006. انتقل بعدها إلى فريق نيويورك رينجرز في 2016، ثم إلى مينيسوتا وايلد حيث حقق أداءً متميزًا خلال موسم 2017-18. في 2020، انضم إلى فريق بوفالو سابرز، ومن ثم انتقل إلى فريق مونتريال كانادينز في سنة 2021. بعد فترة من عدم المشاركة في موسم 2021، عاد ستال للمشاركة مع فلوريدا بانثرز في موسم 2022، 

### بداية المسيرة
نشأ ستال وهو يلعب الهوكي الصغير في ثندر باي، ولعب لمنظمة ثندر باي كينغز وقاد فريقه البانتام إلى بطولة أونتاريو في موسم 1999-2000. بعد الموسم، تم اختيار ستال في الجولة الأولى، الثالث عشر على التوالي، في اختيار أونتاريو هوكي ليغ (OHL) لعام 2000 من قبل بيتربورو بيتس. بينما لم يعتقد والده، هنري، أنه قد يكون جاهزًا لـ OHL ، أنهى ستال موسمه الأول بـ 49 نقطة في 63 مباراة. زادت إجماليات التسجيل في الموسم التالي عندما سجل 62 نقطة. في عامه الأول، قاد ستال بيتس في التسجيل بـ 39 هدفًا و 98 نقطة. تم تسميته في الفريق النجمي الأول للدوري الكندي للهوكي (CHL) وكذلك الفريق النجمي الثاني لـ OHL. تزلج ستال أيضًا في لعبة CHL Top Prospects ، حيث سجل تمريرة واحدة.

### كارولينا هوريكينز (2003-2016)
اختارت كارولاينا هريكينز ستال في المركز الثاني في مسودة الدوري الوطني للهوكي لعام 2003، خلف الاختيار الأول مارك-أندريه فلوري. لعب موسمه الأول في الدوري الوطني للهوكي بعد أن تم اختياره. في عام 2004، لعب ستال في لعبة YoungStars كجزء من احتفالات الدوري الوطني للهوكي لعام 2004.
نظرًا لإلغاء موسم 2004-05 بسبب إقفال، قضى ستال العام مع فريق الدوري الأمريكي للهوكي (AHL) التابع لهوريكينز، لويل لوك مونسترز. أنشأ أرقامًا قياسية جديدة للفريق في النقاط (77) والتمريرات (51) والموجب والسالب (+37) والأهداف القصيرة (7) في موسم واحد، وتم استدعاؤه أيضًا لـ AHL All Star Classic.
وفي موسم 2005-06 ، سجل ستال 100 نقطة هي أعلى نقاط في مسيرته خلال الموسم العادي وتم تسميته لاعب الدوري الوطني للهوكي الهجومي للأسبوع من 23 إلى 30 أكتوبر 2005 ، وهو نفس الأسبوع الذي سجل فيه أول هاتريك في مسيرته، وجاء ضد فيلادلفيا فلايرز. ثم قاد هوريكينز في النقاط خلال مباريات كأس ستانلي 2006 بـ 28 نقطة حيث فازوا بكأس ستانلي. بعد الموسم، احتل ستال المركز الرابع في التصويت على جائزة هارت ميموريال، التي تمنح لأفضل لاعب في الدوري الوطني للهوكي. بعد الموسم الناجح، في 1 يوليو 2006، وقع ستال عقدًا جديدًا لمدة ثلاث سنوات بقيمة 13.5 مليون دولار مع هوريك
وقع ستال على الرغم من أنه كان لديه عام واحد بقيمة 5 ملايين دولار متبقية. شارك ستال في أول مباراة له في مباراة النجوم في مباراة النجوم 2007 في دالاس، حيث سجل الهدف الثالث للمؤتمر الشرقي. انخفض إنتاجه الإجمالي من الموسم السابق، حيث سجل 70 نقطة فقط.
- 27 يناير 2008 ، في مباراة النجوم الوطنية للهوكي 2008 في أتلانتا، سجل ستال هدفين وتمريرة. مُنح أيضًا جائزة أفضل لاعب في الحدث.
- 11 سبتمبر 2008 ، وقع ستال عقدًا جديدًا لمدة سبع سنوات بقيمة 57.75 مليون دولار مع هوريكينز  ، والذي كان من المقرر أن يبدأ في موسم 2009-10. كان ستال سيصبح لاعبًا حرًا مقيدًا
- 1 يوليو 2009، وقع على الرغم من أنه كان لديه عام واحد بقيمة 5 ملايين دولار متبقية.[9]

### نيويورك رينجرز (2016)
في 28 فبراير 2016 ، تم تبادل ستال، في العام الأخير من عقده، إلى نيويورك رينجرز مقابل أليكسي ساريلا واختيارين في الجولة الثانية من مسودة الدوري الوطني للهوكي (2016 و 2017). انضم إريك إلى شقيقه مارك في نيويورك، لكنه عانى مع الرينجرز، حيث سجل ست نقاط في 20 مباراة في الموسم العادي، وصفر نقطة في خسارة خمس مباريات أمام بيتسبرغ بينغوينز في الجولة الأولى من مباريات كأس ستانلي.

### مينيسوتا وايلد (2016-2020)
خلال الموسم الانتقالي التالي، وقع ستال، كلاعب حر، عقدًا لمدة ثلاث سنوات مع مينيسوتا وايلد في 1 يوليو 2016. في موسمه الأول مع الوايلد، سجل ستال 28 هدفًا و 65 نقطة. وكان موسم 2017-18 موسمًا لا ينسى لستال حيث لعب مباراته الألفية في 19 مارس 2017 ، وتمت دعوته أيضًا إلى مباراة النجوم الوطنية للهوكي الخامسة. انهى ستال الموسم بتسجيل 42 هدفًا، وهو أول موسم له بأكثر من 40 هدفًا منذ موسم 2008-09. وفي 25 فبراير 2019 ، وافق ستال على تمديد عقده لمدة عامين بقيمة 6.5 مليون دولار مع الوايلد. في 15 ديسمبر 2019، أصبح ستال اللاعب رقم 89 على مر التاريخ الذي يسجل 1000 نقطة في مسيرته.

### بوفالو سابرز (2020-2021)
بعد إكمال موسمه الرابع مع الوايلد ودخوله الموسم الأخير بموجب العقد، تم تبادل ستال من قبل مينيسوتا إلى بوفالو سابرز مقابل المهاجم ماركوس جوهانسون في 16 سبتمبر 2020.

### مونتريال كانادينز (2021)
في 26 مارس 2021، تبادل بوفالو سابرز ستال إلى مونتريال كانيديينز مقابل اختيارين في الجولة الثالثة والخامسة في مسودة الدوري الوطني للهوكي لعام 2021.

## السنوات اللاحقة وفلوريدا بانثرز (2022-الحاضر)
كلاعب حر من الكانادينز، ظل ستال غير موقع حتى موسم 2021-22. وبحمل طموحات تمثيل منتخب كندا في أولمبياد الشتاء 2022، استأنف ستال مسيرته المهنية بالموافقة على عقد تجريبي احترافي مع أيوا وايلد من دوري الهوكي الأمريكي، وهو فرعي لناديه السابق مينيسوتا وايلد، في 13 يناير 2022. لعب ستال مباراته الأولى لأيوا في اليوم التالي، حيث جمع هدفًا وتمريرة ضد شيكاغو وولفز في تسجيل أول مباراة له في دوري الهوكي الأمريكي في أكثر من 16 عامًا. في 4 مباريات مع أيوا وايلد، جمع ستال هدفين و 5 نقاط قبل أن يتم إطلاق سراحه من تجربته في 23 يناير 2022.
لم يلعب ستال أي مباراة في الدوري الوطني للهوكي في موسم 2021-22. في يوليو 2022، وقع ستال عقدًا تجريبيًا احترافيًا (PTO) مع فلوريدا بانثرز، انضم إليه شقيقه مارك. بعد ذلك بوقت قصير، وقع ستال عقدًا لمدة عام واحد مع فلوريدا. في مارس 2023، رفض إريك، جنبًا إلى جنب مع شقيقه مارك، ارتداء قمصان ذات طابع فخري في الإحماءات قبل المباراة كجزء من ليلة الفخر السنوية لبانثرز ؛ ونسبوا سبب قرارهم إلى إيمانهم المسيحي وعلى الرغم من أن إريك ارتدى قميصًا ذا طابع فخري كعضو في مونتريال كانيديينز خلال موسم الدوري الوطني للهوكي 2020-21. ارتدى بقية أعضاء فريق فلوريدا بانثرز القمصان خلال الإحماءات ليتم بيعها لاحقًا لصالح مؤسسة خيرية.